# 褻瀆神明 (遊戲)
《褻瀆神明》（又译作）是西班牙遊戲工作室遊戲廚房（The Game Kitchen）開發、Team17發行的類銀河戰士惡魔城電子遊戲，遊戲在2019年9月10日於任天堂Switch、Windows、PlayStation 4和Xbox One上發售。此遊戲專案的開端是2017年在Kickstarter上的一個募資計畫。

## 遊戲機制
《褻瀆神明》的故事背景是虛構的Cvstodia地區，玩家扮演大屠殺後的倖存者「懺悔者」，揮舞名為「孽刃」的巨劍面對怪物，探索這個扭曲世界背後的祕密並打破詛咒。
在遊戲的進行過程中，玩家必須與接踵而來的敵人對戰，敵人會出現在Cvstodia地區的大部分地區。懺悔者可以在近距離以劍攻擊敵人，也可以施展四處習得的禱文來和敵人交戰。當以近戰攻擊傷害敵人後，角色可以獲得熱情點數，而施放禱文時則需要消耗熱情點數。每個敵人的攻擊方式各異，當玩家受到攻擊導致生命值降低時，可以使用聖水瓶來恢復生命，擊敗敵人後，玩家可取得贖罪之淚作為獎勵，此為遊戲中的貨幣，可在遊戲中的商店購置道具。
隨遊戲進展，主角的能力可以歷經多次提升，包括增加生命值上限、熱情值上限和可攜帶的聖水瓶上限，也可以學會新的能力以探索各個地區。可以和NPC交流以開展支線任務、找到特殊的道具以獲得額外獎勵、降低特定類型的傷害、前往隱藏地圖等。
遊戲中有許多區域裡設有祭壇，玩家可以在祭壇休息，恢復角色的生命和補充聖水瓶，儲存目前進度，但這也會使所有玩家之前殺死的敵人（不含頭目）重生。
倘若懺悔者的生命值歸零或是掉入無底洞之中，角色就會死亡，死亡時，角色將從最近一個造訪的祭壇旁復活，而角色死亡的位置則會出現罪孽碎片。死亡後，角色的熱情值上限會降低，從敵人身上取得的熱情點數和贖罪之淚也會減少，直到玩家取回罪孽碎片為止。不過在某些情況下不會施行此懲罰。

## 劇情

### 設定與角色
遊戲背景設定在充滿宗教與迷信的Cvstodia地區，此地受基督教和西班牙文化，尤其是安達盧西亞地區文化的高度影響。這片大地深受被稱為「奇蹟」的超自然力量影響，而這股力量影響當地居民的方式，十分怪異且通常殘酷無比，這些力量有時以祝福的方式呈現、有時則會施加詛咒，把這些人的肉體凡胎扭曲成體現原罪的畸形樣貌。
玩家扮演的主角是「懺悔者」，是「沈默悲傷」兄弟會遭到大屠殺後的唯一倖存者。主角戴著一頂荊棘冠和西班牙尖帽組成的頭盔和面具，劍上飾有宗教雕像。在遊戲過程中，他會遇見許多角色，迪歐加卡斯（Deogracias）是個關鍵角色，不時會擔任遊戲的敘事者；雷德羅（Redento）是佝僂的朝聖者，他的雙手被綁緊，並以此懺悔。坎德拉里亞（Candelaria）是年邁的商人，販售的物品五花八門；維里迪安那（Viridiana）會在對抗頭目時為玩家提供協助。

## 開發
遊戲的創意總監恩里克·卡貝薩（Enrique Cabeza）在遊戲中援引大量西班牙塞維亞的宗教藝術和肖像藝術，這對《褻瀆神明》的劇情和設計產生很大的影響。卡貝薩指出，諸如巴托洛梅·埃斯特班·穆里羅、法蘭西斯科·哥雅、胡塞佩·德·里貝拉、維拉斯奎茲和法蘭西斯科·德·祖巴蘭等畫家的作品都是自己的靈感來源，尤其是哥雅的《鞭笞的遊行隊伍》為甚。

### DLC《The Stir of Dawn》和西語配音
2020年8月4日，《褻瀆神明》的免費DLC《The Stir of Dawn》在全平台發行，此DLC包含新的遊戲內容和全西班牙語配音。
依據遊戲開發人員恩里克·柯林特（Enrique Colinet）的說法，《褻瀆神明》的設計團隊一直想在遊戲中採用西班牙語配音，但由於預算有限，在只能選擇一種語言配音的情況下，出於市場考量而選擇英語。當遊戲在市場上大受好評後，西班牙語配音才得以出爐，而參與此次西班牙語配音的也不乏許多著名的西班牙語配音員。
於2021年2月18日，遊戲公司與《血咒之城：暗夜儀式》合作，追加更新免費DLC《Strife ＆ Ruin》，修正了攻擊、格擋、走位等判定機制，以及追加「Boss rush」等新要素與副本。
之後官方再次預告，於2021年12月9日更新最後的免費DLC《薄暮之傷》，以及公開動畫式預告2023年會有《褻瀆神明》的續作。

## 評價
《褻瀆神明》在綜合評論網站Metacritic獲得的評價是「普遍好評」。
該遊戲在2019年娛樂與嚴肅遊戲節中獲得「最佳西班牙開發獎」和「年度最佳獨立遊戲獎」，並被提名「最佳藝術獎」。

## 外部連結
- 官方网站（英文）